# Henry Carlsson
Henry "Garvis" Carlsson, född Nils Gustav Henry Karlsson den 29 oktober 1917 i Falköping, död den 28 maj 1999 i Solna, var en svensk fotbollsspelare (och senare tränare) som var med i det svenska landslag som i London 1948 vann olympiskt guld.

## Karriär
Carlsson, med Falköping GIS som moderklubb, är främst känd för sin tid i AIK där han under åren 1939–1949 gjorde 97 mål på 192 allsvenska matcher. Den allsvenska debuten skedde 3 september 1939 då man mötte Sandviken, en match där han själv gjorde två mål vilket ledde till seger med 3–2.
"Garvis" är den spelare som har gjort flest mål på Råsunda fotbollsstadion med 60 allsvenska mål och åtta landslagsmål. År 1948 var han med i det svenska landslag som vann OS-guld i London.

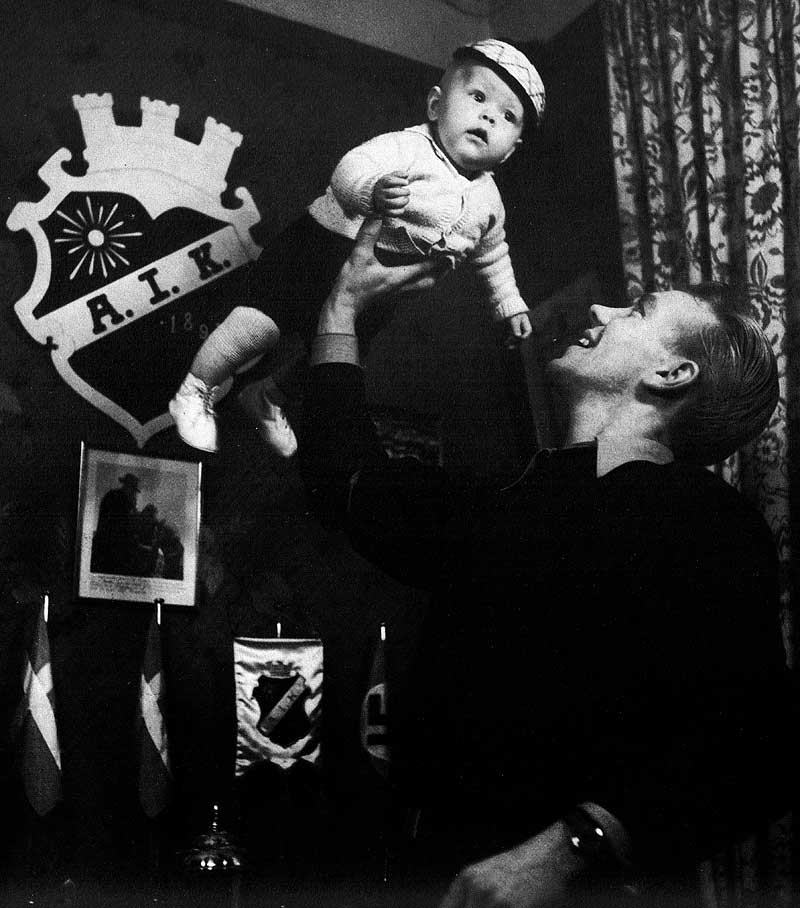
Garvis Carlsson med sonen Lill-Garvis

Sedan spelade han som amatör i franska Stade Français (1949) varefter han blev proffs i Atlético Madrid. Efter avslutad spelarkarriär var Carlsson tränare för bland annat AIK i två sejourer (1956–57 och 1965–66).
Carlsson gjorde sig under karriären känd för att aldrig någonsin ha blivit utvisad i en proffsmatch.

### Smeknamnet
Sitt smeknamn, "Garvis", fick Carlsson som junior efter den dåvarande vänsteryttern i Falköpings A-lag, Eugen Karlsson, som hade en far som var garvare. Denne Karlsson fick då smeknamnet "Garvis" och för att göra liknelsen med junioren spelande på samma plats blev Carlssons smeknamn "Lill-Garvis". Med tiden nöttes namnet ner till endast "Garvis".

## Privatliv
Carlsson var gift med Ingrid och hade tre barn: Björn "Lill-Garvis" (född 1942), Inger (1943) och Per-Åke (1946). Hans söner spelade precis som sin far för AIK. Henry Carlsson är begravd på Solna kyrkogård.

## Filmografi
- 1942 – I gult och blått
- 1949 – Pappa Bom
- 1950 – Terras fönster nr 4